# Горан Головко
Горан Головко (Сплит, 1965) је позоришни редитељ и универзитетски професор.

## Биографија
Позоришну и радио режију студирао је на Факултету драмских уметности у Београду од 1987. до 1991. године, а дипломирао је на Академији драмске умјетности у Загребу.
У периоду од 1989. до 1991. године био је уметнички директор омладинског позоришта ДАДОВ.
Од 1996. до 2004. био је редитељ и водитељ Драмског студија у Градском казалишту младих Сплит с којим је постављао аматерске и представе васпитног позоришта, а од 2004. до 2006. године уметнички водитељ у истом позоришту, где је режирао и низ представа с професионалним ансамблом. Од 2006. до 2008. управник је Драме Хрватског народног казалишта Сплит.
Од 2008. ради као наставник на преддипломским и дипломским студијским програмима глума Умјетничке академије у Сплиту где је обављао и дужности управника Одсјека за казалишну умјетност и још неколико функција.
У раздобљу од новембра 2014. до октобра 2018. године био је управник ХНК Сплит.

## Награде
- „Златни смијех“ за најбољу режију на 29. Данима сатире, „Јудита“ за режију на 56. Сплитском љету[1]
- Уметнички савет Мостарског театра младих 2004. године доделио му је Међународну награду за допринос развоју драмског одгоја Грозданинкикот.[1]

## Театрологија
- Сасвим нови дан, ДАДОВ.[1]
- Сан летње ноћи, ДАДОВ.[1]
- Четири годишња доба, ДАДОВ.[1]
- Румунија 21, 2010, Народно позориште у Ужицу[2]
- Свечана вечера у погребном предузећу, 2013, Народно позориште у Ужицу[2]
- Перплекс, 2021.[3]
- ССТ (САМО ТАКО)[4]
- Мрачно казалиште'[4]
- Три приче из давнине[4]
- Владо и Тања[4]
- На камењу[4]
- Сан Ивањске ноћи[4]
- Вицтор или ђеца на власти[4]
- Дионице, обвезнице, умјетнине, некретнине[4]
- Коморни трио Оље Јеласке[4]
- Свињац Атхола Фугарда[4]